# Prêmio Lars Onsager
O Prêmio Lars Onsager (em inglês:  Lars Onsager Prize) é uma premiação em física estatística teórica, concedida anualmente pela American Physical Society. O prêmio foi estabelecido em 1993 por Russell e Marian Donnelly em memória de Lars Onsager.

## Laureados
- 1995 Michael Fisher
- 1997 Robert Kraichnan
- 1998 Leo Kadanoff
- 1999 Chen Ning Yang[3]
- 2000 David Thouless, John Michael Kosterlitz
- 2001 Bertrand  Halperin
- 2002 Anatoly Larkin
- 2003 Pierre Hohenberg
- 2004 John Cardy
- 2005 Valery Pokrovsky
- 2006 Rodney Baxter
- 2007 A. Brooks Harris
- 2008 Christopher Pethick, Gordon Baym, Tin-Lun Ho[4][5]
- 2009 B. Sriram Shastry[2]
- 2010 Daniel Friedan, Stephen Shenker
- 2011 Alexander Belavin, Alexander Zamolodchikov, Alexander Polyakov[6]
- 2012 Ian Affleck[7]
- 2013 Daniel Fisher
- 2014 Vladimir Mineev e Grigori Volovik
- 2015 Franz Wegner
- 2016 Riccardo Zecchina, Marc Mézard e Giorgio Parisi
- 2017 Natan Andrei e Paul Wiegmann
- 2018 Subir Sachdev[8]
- 2019 Christopher Jarzynski
- 2020 Tamás Vicsek, Yuhai Tu e John Toner[9][10]
- 2021: Lev Pitaevskii[11]